# Eref
Eref  è un comune del Ciad situato nel dipartimento di Mangalmé, provincia di Guéra.